# Горне Зелениці
Горне Зелениці (словац. Horné Zelenice) — село в окрузі  Глоговец Трнавського краю Словаччини. Площа села 4,25 км². Станом на 31 грудня 2015 року в селі проживав 701 житель.

## Історія
Перші згадки про село датуються 1244 роком.

## Населення
| Рік:            | 1994. | 2004.   | 2014.   | 2024.   |
| --------------- | ----- | ------- | ------- | ------- |
| Кількість осіб: | 627   | 655     | 706     | 713     |
| Різниця:        |       | +4,46 % | +7,78 % | +0,99 % |

| Рік:            | 2023. | 2024.   |
| --------------- | ----- | ------- |
| Кількість осіб: | 696   | 713     |
| Різниця:        |       | +2,44 % |